# Wacey Rabbit
Wacey Rabbit (Lethbridge, 16 novembre 1986) è un hockeista su ghiaccio canadese naturalizzato statunitense, di ruolo attaccante.

## Palmarès
Memorial Cup: 1
Vancouver Giants: 2006-2007